# Зала спортивної слави Німеччини
Зала спортивної слави Німеччини (нім. Hall of Fame des deutschen Sports) — віртуальне місце для вшанування німецьких спортсменів, а також спортсменів у волонтерському секторі, меценатів та інших людей, які стали прикладом для наслідування завдяки продуктивності, чесній грі та співпраці. Залу можна відвідати онлайн. Крім того, існує «Галерея Зали слави німецького спорту», що складається з ряду індивідуальних портретів художника Бенсхайма Ганса Борхерта, яка пропонується як пересувна виставка. Створена у 2006 році Фондом допомоги німецькому спорту (нім. Stiftung Deutsche Sporthilfe).
За словами засновника, Фонда підтримки німецького спорту, Зала спортивної слави Нимеччини — це віртуальний сайт, який він створив, щоб "вшанувати пам'ять людей, які увійшли в історію завдяки успіхам у змаганнях або своїй відданості спорту та суспільству. Включає спортсменів і тренерів, а також офіційних осіб і дизайнерів.
Існує також пересувна виставка, яку Deutsche Sporthilfe представляє в різних місцях з травня 2013 року і яка в кількох модулях документує успіхи та заслуги залучених особистостей, водночас демонструючи історичні зв'язки та підтримуючи критичний аналіз характерів цих особистостей.
З вересня 2015 року Зала спортивної слави Німеччини має постійне місце в спортивно-семінарському центрі Glockenspitze в Альтенкірхені (Вестервальд). Там вона має загальний і безкоштовний доступ.